# Godočelje
Godočelje es un pueblo ubicado en el municipio de Berane, en Montenegro.

## Demografía
Hasta 2011 la población era de 225 habitantes, conformada por 56 hogares y 83 viviendas.
| 273                                                              | 292 | 335 | 354 | 354 | 284 | 229 | 225 |
| (Fuente: Population statistics of Eastern Europe & former USSR.) |     |     |     |     |     |     |     |

| Etnicidad                                           | Número | Porcentaje |
| --------------------------------------------------- | ------ | ---------- |
| Bosnios                                             | 224    | 97,81 %    |
| Musulmanes                                          | 4      | 1,74 %     |
| Montenegrinos                                       | 1      | 0,43 %     |
| Fuente: Republic of Montenegro. Statistical Office. |        |            |